# Gevenich
Gevenich ist eine Ortsgemeinde im Landkreis Cochem-Zell in Rheinland-Pfalz. Sie gehört der Verbandsgemeinde Ulmen an.

## Geografie
Gevenich liegt sechs Kilometer westlich der Stadt Cochem auf einem nach Osten zum Ellerbach, einem Zufluss der Mosel, abfallenden Bergrücken. Die Ortschaft umfasst Höhenlagen zwischen 370 m ü. NHN und 415 m ü. NHN. Naturräumlich lässt sich das zur Hälfte landwirtschaftlich genutzte Gemeindegebiet der Gevenicher Hochfläche zuordnen, im Westen umfasst es mit dem Gevenicher Forst ein größeres Waldgebiet. Dort erreicht das Gemeindegebiet auf dem Klausberg mit 473 m ü. NHN seinen höchsten Bodenpunkt, seinen tiefsten mit 205 m ü. NHN am südlichen Austritt des Ellerbachs aus der Gemarkung. Zu Gevenich gehört der am Ellerbach gelegene Wohnplatz Molkerei.
Gevenich grenzt (im Uhrzeigersinn) an die Ortsgemeinden Büchel, Faid, Weiler, Lutzerath, Gillenbeuren und Alflen.

## Geschichte
Der Ort wird in einer Urkunde Kaiser Heinrichs III. aus dem Jahre 1051 erstmals erwähnt. Seit 1476 war Kurtrier alleiniger Landesherr in Gevenich. Mit der Besetzung des linken Rheinufers 1794 durch französische Revolutionstruppen kam Gevenich als Teil des Arrondissement Koblenz mit Weiler zum Kanton Lutzerath. 1815 wurde der Ort auf dem Wiener Kongress dem Königreich Preußen zugeordnet. Notjahre um die Mitte des 19. Jahrhunderts und die damit verbundene freiwillige oder auch von der Gemeinde erzwungene Auswanderung des ärmeren Teils der Bewohner reduzierten die Einwohnerzahl um ein Drittel. Seit 1946 ist der Ort Teil des damals neu gebildeten Landes Rheinland-Pfalz.

## Politik

### Gemeinderat
Der Gemeinderat in Gevenich besteht aus zwölf Ratsmitgliedern, die bei der Kommunalwahl am 9. Juni 2024 in einer Mehrheitswahl gewählt wurden, und dem ehrenamtlichen Ortsbürgermeister als Vorsitzendem.

### Bürgermeister
Michael Mönch wurde am 8. Juli 2024 Ortsbürgermeister von Gevenich. Da bei der Direktwahl am 9. Juni 2024 kein Wahlvorschlag eingereicht wurde, erfolgte seine Wahl gemäß der rheinland-pfälzischen Gemeindeordnung durch den Rat.
Mönchs Vorgänger Walter Brauns hatte das Ehrenamt für zwei Amtszeiten ausgeübt.

## Sehenswürdigkeiten
- Pfarrkirche St. Hubertus mit Hubertusaltar

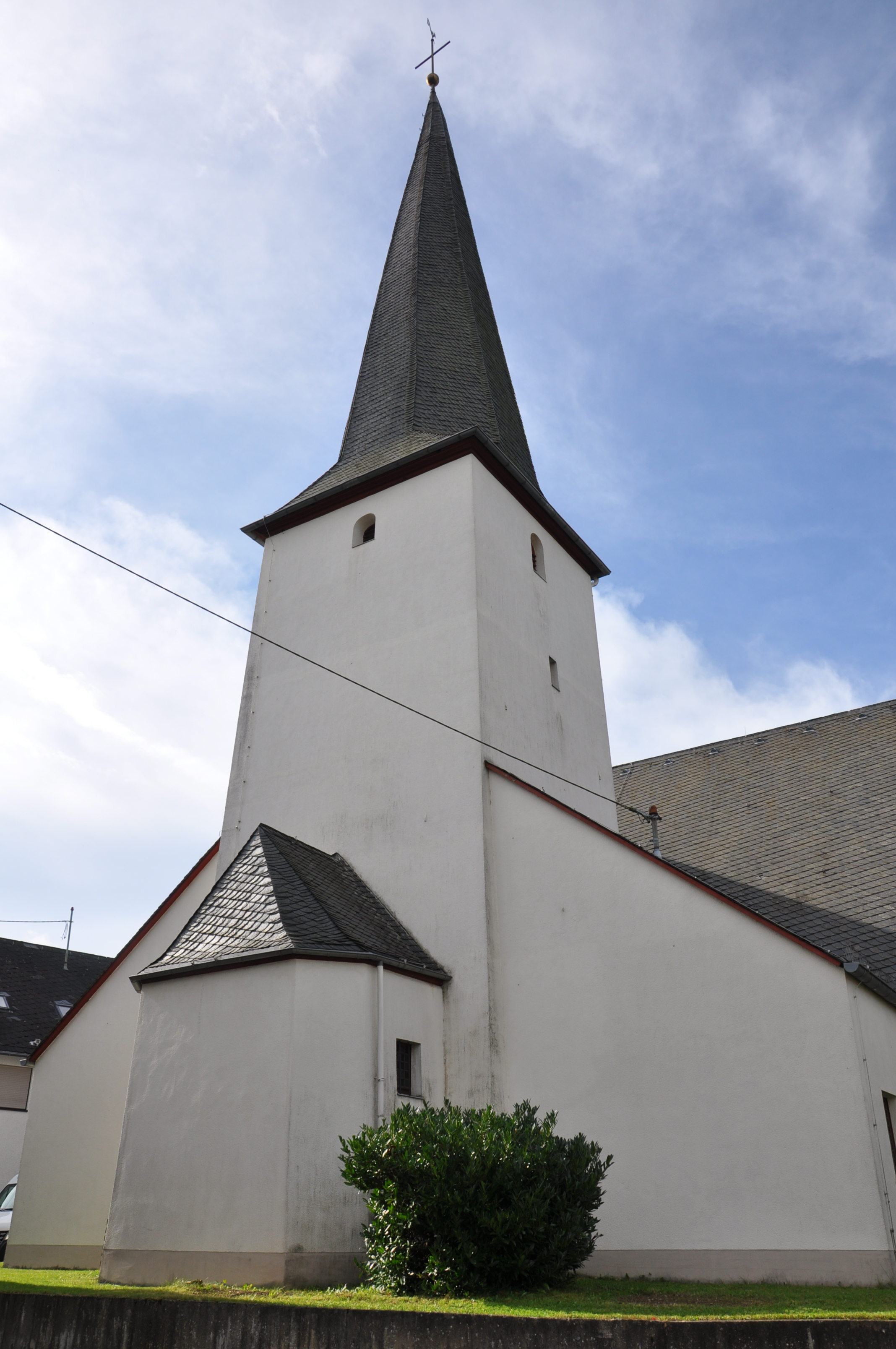
Gevenich, St. Hubertus

## Bildung
- Katholischer Kindergarten

## Persönlichkeiten
- Adolf Ley, Priester, Abgeordneter des Provinzial-Landtages
- Peter Schmitz (* 1955), Landtagsabgeordneter